# 엄마는 바빠요
《엄마는 바빠요》는 1983년 3월 28일부터 1983년 11월 4일까지 방영된 KBS 2TV 일일 드라마(7시~8시대)이다.

## 등장 인물
- 김영철
- 박주아
- 왕영은
- 이순재
- 한진희
- 황정아